# Hamburger Concerto
Hamburger Concerto ist das vierte Studioalbum der niederländischen Progressive-Rock-Band Focus, das im April 1974 veröffentlicht wurde. Es befand sich im Mai und Juni 1974 für fünf Wochen in den britischen Charts und erreichte dort als Höchstposition Platz 20. Im gleichen Zeitraum war es für sieben Wochen mit einer Bestplatzierung 16 in den norwegischen Charts. In den amerikanischen Charts erreichte das Album Platz 66.

## Hintergrund
Nach intensiven Tourneen durch Großbritannien und den USA in den Jahren 1972 und 1973 war die Popularität der Band international stark angewachsen, was sich in entsprechenden Chartplatzierungen widerspiegelte. Die Singles Hocus Pocus, Sylvia und Hocus Pocus 2 platzierten sich erfolgreich in Großbritannien. In den USA befanden sich sogar gleichzeitig zwei Singles und drei LPs in den Verkaufslisten. Mit diesem Hintergrund begannen Anfang 1974 die Arbeiten am vierten Album. Es handelt sich, auch wenn der Titel es suggeriert, um kein Live-Album der Band. Die Wahl des Albumtitels soll auf der banalen Tatsache beruhen, dass Jan Akkerman bei der Komposition der Hauptthemen des Albums im New Yorker Hilton Hotel Hamburger verspeist hat.

## Inhalt
Das Hamburger Concerto enthält überwiegend Instrumentalstücke. Das kurze Introstück Delitiae Musicae ist, stilistisch von Gitarre und Flöte getragen, an eine renaissancezeitliche Weise und namentlich an eine Tabulatursammlung von Joachim van den Hove aus dem Jahr 1612 angelehnt. Darauf folgt das rockige Stück Harem Scarem. La Cathedrale de Strasbourg ist ein komplexeres Stück mit sinfonischen Orgelpassagen und Gesangseinsätzen von Thijs van Leer. Das letzte Stück der ersten Plattenseite Birth beginnt mit einer kurzen Cembalopassage, geht aber schnell in einen von vielen Soloinstrumenten getragenen Rocktitel über. Das zentrale Stück der Veröffentlichung auf der zweiten Plattenseite ist das über 20-minütige, aus sechs Teilen bestehende Titelstück Hamburger Concerto. Insgesamt fällt das Album durch seine recht umfangreiche Instrumentierung auf.

## Titelliste
Seite A
1. Delitiae Musicae (Akkerman) – 1:13
2. Harem Scarem (Van Leer) – 5:52
3. La Cathedrale de Strasbourg (Van Leer) – 5:00
4. Birth (Akkerman) – 7:46

Seite B
1. Hamburger Concerto (Akkerman/Van Leer) – 20:20
  - Starter – 1:59 (Arrangement des Themas aus Variationen über ein Thema von Haydn, Op. 56a von Johannes Brahms)
  - Rare – 3:24
  - Medium I – 4:06
  - Medium II – 6:03
  - Well Done – 3:27 (die ersten beiden Strophen des niederländischen Kirchenliedes „O Kerstnacht, schoner dan de dagen“)
  - One for the Road – 1:20

Die CD-Auflage enthält als Bonustitel noch das Stück Early Birth (Van Leer – 2:54).

## Besetzung
- Jan Akkerman – Gitarre, Percussion, Laute, Klatschen, Timpani
- Thijs Van Leer – Orgel, Synthesizer, Flöte, Altflöte, Piano, Akkordeon, Cembalo, Keyboards, elektrisches Piano, Blockflöte, Gesang, Stimmen, Pfeifen, Klatschen, Mellotron, Vibraphon,
- Colin Allen – Percussion, Kastagnette, Conga, Schlagzeug, Tambourin, chinesischer Gong
- Hans Eric Cleuver – Schlagzeug
- Martin Dresden – Bass
- Bert Ruiter – Bass, Percussion, Harfenzither, Bassgitarre, Triangel, Klatschen, Handbecken, Schweizer Handglocken
- Pierre van der Linden – Schlagzeug

## Sonstige
- Mike Vernon – Produzent
- Bob Hall – Toningenieur
- David Hamilton-Smith – Toningenieur, Produktionsassistent
- Rod Thear – Toningenieur
- Ian Murray – Art Direction
- Graham Hughes – Photographie
- Harrison Fisher – Mastering

## Veröffentlichungen
- LP 1974 Deutschland Polydor 2383 284
- LP 1974 USA ATCO Records SD 36-100
- LP 1974 UK Polydor DELUXE 2442 124
- LP 1977 Niederlande EMI-Bovema 5C 064.25693X
- CD 1988 Niederlande EMI-Bovema CDM 7 48860 2
- CD 2006 Japan Victor Entertainment Japan VICP-63667[4]